# Leśna Podlaska
Leśna Podlaska è un comune rurale polacco del distretto di Biała Podlaska, nel voivodato di Lublino.
Ricopre una superficie di 97,69 km² e nel 2006 contava 4 494 abitanti.